# We Walk (cântec de The Ting Tings)
We Walk este un cântec interpretat de formația britanică The Ting Tings. Piesa este cel de-al șaselea și ultimul single extras de pe albumul We Started Nothing.

## Poziții în clasamente
| Clasamentul (2008)       | Pozițiile ocupate în clasamentele de specialitate |
| ------------------------ | ------------------------------------------------- |
| UK Singles Chart         | 58                                                |
| Australian Airplay Chart | 14                                                |